# NGC 7719
NGC 7719 este o astronomical radio source⁠(d) situată în constelația Vărsătorul. A fost descoperită în 11 august 1885 de către Francis Leavenworth.